# Birthright Armenia

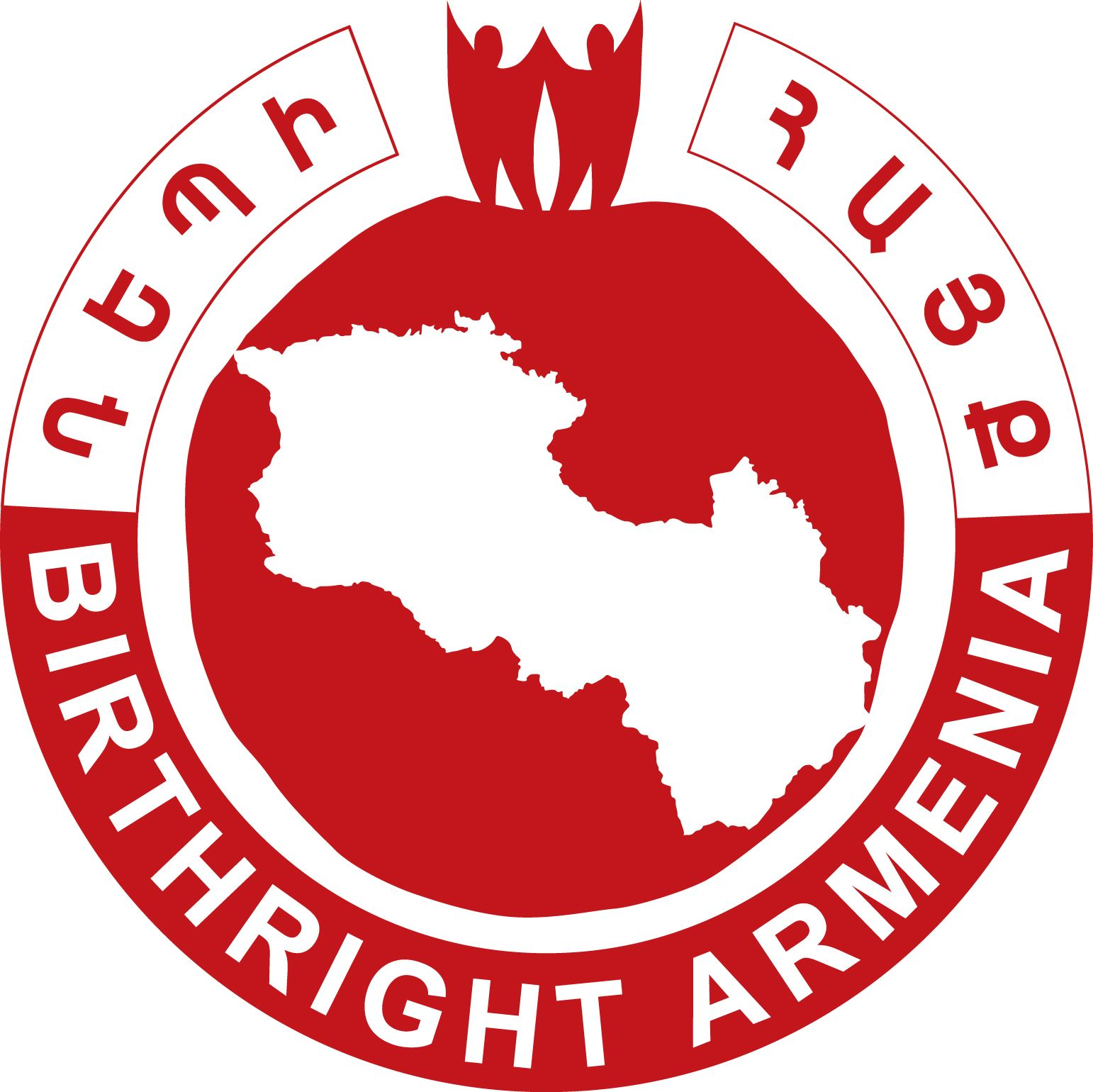
O logotipo oficial da Armênia Birthright.

Birthright Armenia, também conhecido como Depi Hayk, é um programa de intercâmbio voluntário que oferece também bolsas de estudo aos participantes para que ajudem a Armênia em seu desenvolvimento.

## Sobre a Organização
Birthright Armenia oficialmente iniciou suas atividades em 2003 como uma organização internacional sem fins lucrativos. Os seus objetivos incluíam fortalecer os laços entre a Armênia e os jovens representantes da Diáspora providenciando a eles uma oportunidade de fazerem parte da vida cotidiana dos cidadãos armênios.
Os únicos requisitos que a organização exige são: ser descendente de armênio, possuir entre 20 e 32 anos de idade e aceitar sua estadia de mínimo 02 meses. Ainda, uma vez participante do programa, não se pode participar novamente. A partir de 2012, teremos mais de 650 pessoas de mais de 30 países que já participaram do programa Birthright Armênia.

## Organizações similares
Organizações com objetivos similares incluem Birthright Israel, que oferece oportunidades de intercâmbio educacional e cultural relacionado à história e à cultura judia; e também a organização “IrishWay” , grupo que organiza viagens para que os estudantes irlandeses-americanos de ensino médio estudem na Irlanda.